# Renault Vel Satis
Renault Vel Satis – samochód osobowy klasy średniej-wyższej produkowany przez francuską markę Renault w latach 2001 – 2009.

## Historia i opis modelu

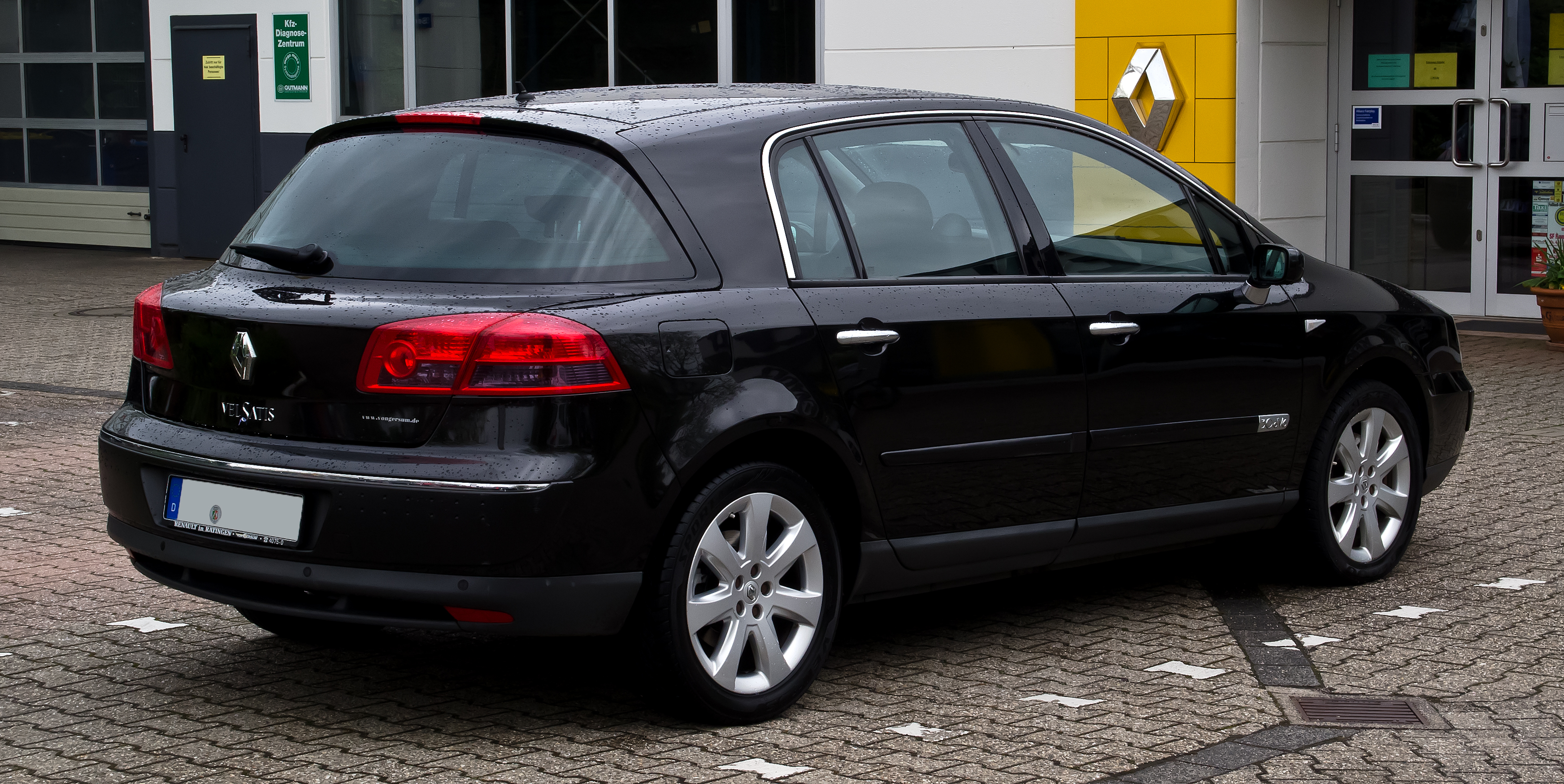
Renault Vel Satis - tył

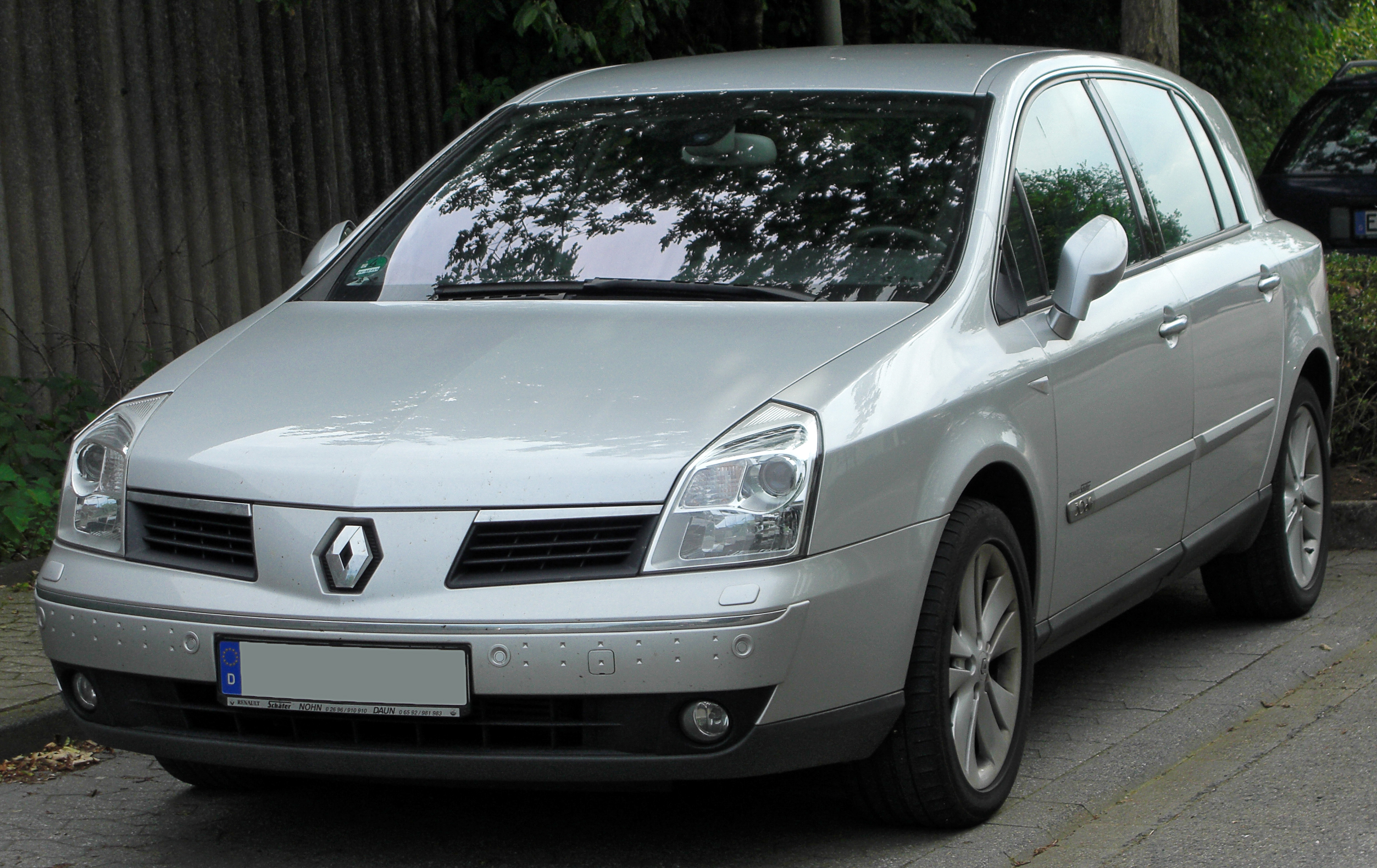
Renault Vel Satis po liftingu

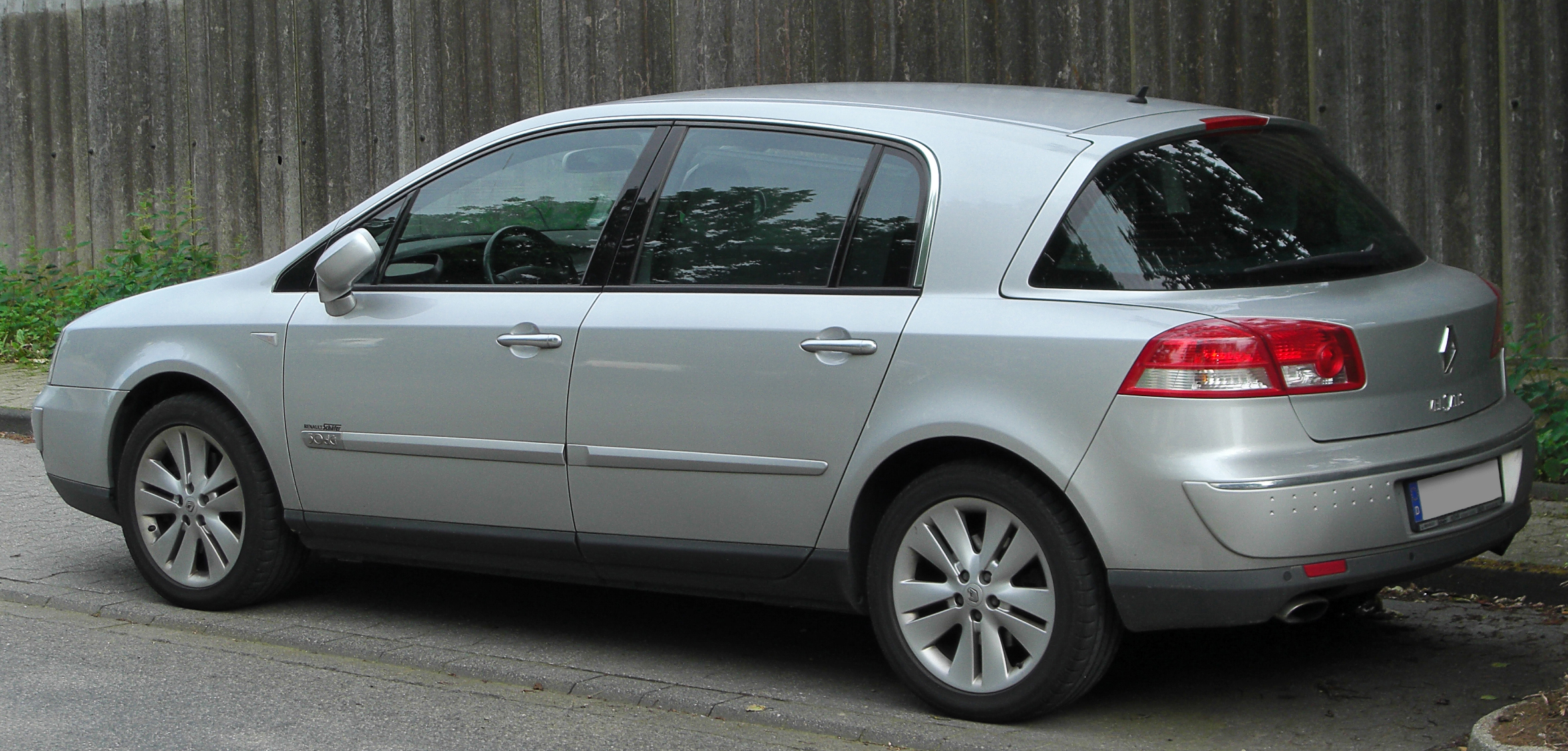
Renault Vel Satis - tył po liftingu

Pierwowzorem modelu Vel Satis był zaprezentowany w 1995 roku w Genewie koncept Initiale, będący zapowiedzią następcy produkowanego od 1992 roku modelu Safrane. Trzy lata później zaprezentowano kolejny model koncepcyjny nazwany już Vel Satis. Nazwa pochodzi z języka francuskiego, a dokładniej od słów Vélocité et Satisfaction, co oznacza w języku polskim szybkość i satysfakcję. Światowa premiera wersji produkcyjnej pojazdu miała miejsce w 2001 roku. 
Konstrukcję pojazdu oparto na płycie podłogowej modelu Espace IV. Przednie zawieszenie oparte zostało na kolumnach MacPhersona oraz amortyzatorach gazowych. Z tyłu zastosowano trygonalne zawieszenie wielodrążkowe oraz sprężyny śrubowe. Niebanalna stylistyka nadwozia tego modelu dała początek nowej linii stylistycznej koncernu Renault. W celu zapewnienia jak najniższego poziomu hałasu we wnętrzu, podłoga wyłożona została matami dźwiękochłonnymi. Początkowo do napędu Vel Satisa zastosowano dwie jednostki benzynowe 2,0 16V Turbo (163 KM) i 3,5 V6 (241 KM) oraz dwie wysokoprężne 2,2 dCi (150 KM) i 3,0 dCi (177 KM) produkcji japońskiej firmy Isuzu.
W 2005 roku przeprowadzono facelifting, w wyniku którego zmieniono atrapę wlotu powietrza, zderzak przedni oraz zderzak tylny. Wraz z tą modernizacją do oferty dołączyła wersja wyposażona w nowy silnik benzynowy 2,0 16V Turbo o mocy 170 KM, jednostka ta zastąpiła odmianę o mocy 163 KM.
Produkcja modelu Vel Satis zakończona została 12 listopada 2009 roku. Powodem było niewielkie zainteresowanie tym autem na rynku, w ciągu 8 lat produkcji wyprodukowano 62 201 egzemplarzy Renault Vel Satisa.

### Poziom produkcji
Wielkość produkcji modelu Vel Satis w poszczególnych latach. 
| Rok  | Produkcja | Rok  | Produkcja | Rok  | Produkcja |
| ---- | --------- | ---- | --------- | ---- | --------- |
| 2001 | 412       | 2004 | 8 361     | 2007 | 2 812     |
| 2002 | 21 495    | 2005 | 7 609     | 2008 | 1 685     |
| 2003 | 13 127    | 2006 | 4 683     | 2009 | 1 567     |

### Wersje wyposażeniowe
- Initiale
- Privilege
- Expression
- Authentique

Pojazd w poszczególnych wersach wyposażony był m.in. w kartę Hands Free, czujnik ciśnienia w oponach, czujnik zmierzchu oraz elektryczny hamulec ręczny, podgrzewane i elektrycznie regulowane fotele, skórzana tapicerka, system ESP, ABS, ASR, ekonomizer, 6 lub 8 poduszek powietrznych, czujniki cofania, tempomat, pełną elektrykę szyb oraz automatyczną klimatyzację, system nawigacji, halogeny, czujnik deszczu.

### Silniki
| Model           | Pojemność | Cylindry | Moc max.        | Max. moment obrotowy      | 0–100 km/h   | Prędkość max.  | Zużycie paliwa     | Masa własna    | Lata produkcji |
| --------------- | --------- | -------- | --------------- | ------------------------- | ------------ | -------------- | ------------------ | -------------- | -------------- |
| 2.0 16V Turbo   | 1998 cm³  | R4       | 120 kW (163 KM) | 250 Nm przy 2000 obr./min | 9,6 s        | 210 km/h       | 9,4 l/100 km       | 1640 kg        | 2002–2005      |
| 2.0 16V Turbo   | 1998 cm³  | R4       | 125 kW (170 KM) | 290 Nm przy 3250 obr./min | 9,4 s [10,0] | 210 km/h [206] | 9,4 l/100 km [9,9] | 1715 kg [1735] | 2005–2009      |
| 3.5 V6 24V*     | 3498 cm³  | V6       | 177 kW (241 KM) | 330 Nm przy 3600 obr./min | 8,3 s        | 235 km/h       | 11,6 l/100 km      | 1795 kg        | 2002–2009      |
| 2.0 dCi FAP     | 1995 cm³  | R4       | 110 kW (150 KM) | 340 Nm przy 2000 obr./min | 10,3 s       | 200 km/h       | 7,4 l/100 km       | 1665 kg        | 2006–2009      |
| 2.0 dCi FAP     | 1995 cm³  | R4       | 127 kW (173 KM) | 360 Nm przy 1750 obr./min | 9,5 s        | 211 km/h       | 7,4 l/100 km       | 1665 kg        | 2006–2009      |
| 2.2 dCi         | 2188 cm³  | R4       | 85 kW (115 KM)  | 290 Nm przy 1750 obr./min | 13,5 s       | 182 km/h       | 7,1 l/100 km       | 1660 kg        | 2002–2005      |
| 2.2 dCi FAP*    | 2188 cm³  | R4       | 102 kW (139 KM) | 320 Nm przy 1750 obr./min | 12,9 s       | 189 km/h       | 8,6 l/100 km       | 1690 kg        | 11/2004–2009   |
| 2.2 dCi         | 2188 cm³  | R4       | 110 kW (150 KM) | 320 Nm przy 1750 obr./min | 10,9 s       | 200 km/h       | 7,1 l/100 km       | 1765 kg        | 2002–2006      |
| 3.0 dCi V6 24V* | 2958 cm³  | V6       | 130 kW (177 KM) | 350 Nm przy 1800 obr./min | 10,5 s       | 210 km/h       | 8,7 l/100 km       | 1735 kg        | 2002–2006      |
| 3.0 dCi V6 24V* | 2958 cm³  | V6       | 133 kW (181 KM) | 400 Nm przy 1800 obr./min | 10,4 s       | 212 km/h       | 8,8 l/100 km       | 1810 kg        | 2006–2009      |

W [] wartości dla wersji z 5-biegową skrzynią automatyczną
*Silniki standardowo łączone ze skrzynią automatyczną
Pozostałe dane dotyczą wersji z 6-biegową manualną przekładnią